# Steinfurt (Külsheim)
Steinfurt ist ein Stadtteil von Külsheim im Main-Tauber-Kreis im fränkisch geprägten Nordosten Baden-Württembergs.

## Geographie

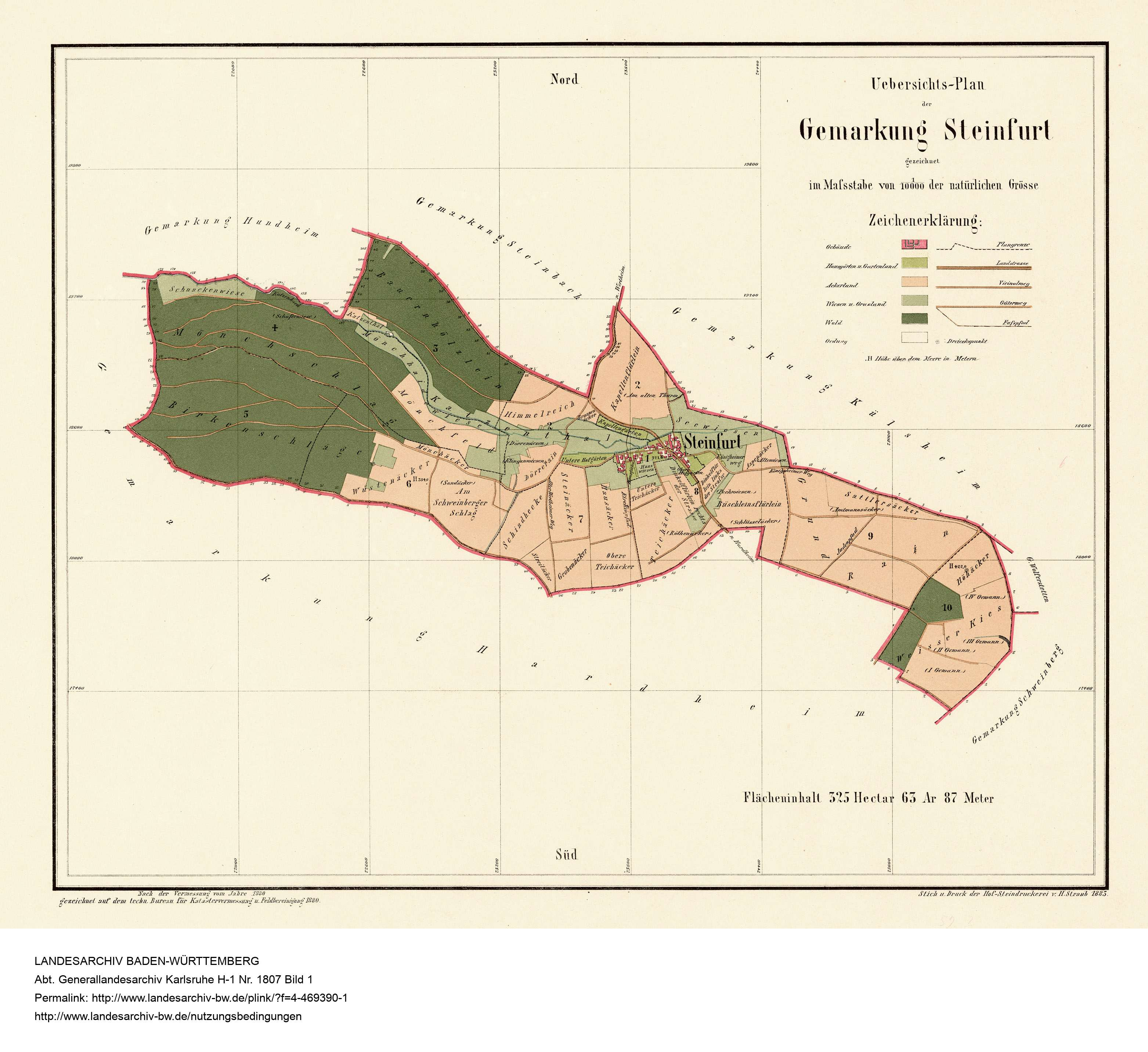
Die Gemarkung von Steinfurt nach einer Vermessung aus dem Jahre 1880

Das kleine Dorf liegt auf einer Buntsandstein-Hochfläche am Oberlauf des Katzenbachs, eines rechten Zuflusses der dort Erfa genannten Erf. Zur Gemarkung von Steinfurt gehört außer dem Dorf Steinfurt (⊙) kein weiterer Wohnplatz. Das Dorf ist über die L 508 zu erreichen und hat seit 1977 im Gewann Untere Hofgärten ein Neubaugebiet. Es besteht ein kleiner See.

## Geschichte

### Mittelalter
Das Dorf wurde im Jahre 1245 erstmals urkundlich als Steinvurt erwähnt, als der Ort dem Kloster Bronnbach in einer Urkunde des Papstes Innozenz IV. als Grangie, das heißt als Getreidespeicher bzw. Vorratshaus, bestätigt wurde. Bei Steinfurt handelt sich um eine Hochmittelalterliche Siedlung an einer steinernen Furt der Straße von Miltenberg nach Tauberbischofsheim. Der gezahnte Querbalken im Ortswappen soll den Ortsnamen („bei der steinernen Furt“) erklären.
Fast hundert Jahre nach der ersten urkundlichen Erwähnung, am 27. Oktober 1323, wurde ein Hof in Steinfurt von den Grafen von Wertheim an das Kloster Bronnbach verkauft. Im ausgehenden Mittelalter gehörte Steinfurt herrschaftlich und kirchlich als Ortsteil von Hardheim zum Bistum Würzburg.

### Neuzeit
Gemeinsam mit Hardheim unterstand der Weiler Steinfurt bis 1803 dem bischöflich-würzburgischen Amt Hardheim.
Im Jahre 1803 fiel der Ort im Zuge der Säkularisation durch den Reichsdeputationshauptschluss vom Bistum Würzburg an das Fürstentum Leiningen, bevor er im Jahre 1806 durch die Bestimmung der Rheinbundakte badisch wurde. Nach dem Übergang zum Großherzogtum Baden gehörte Steinfurt von 1807 bis 1810 dem Amt Walldürn, ab 1810 dem vorübergehend vereinigten Amt Külsheim-Hardheim sowie von 1811 bis 1813 dem standesherrlichen Amt Hardheim und von 1813 bis 1872 dem Bezirksamt Walldürn. Von 1872 bis 1879 gehörte der Ort zum Bezirksamt Wertheim und von 1879 bis 1884 zum Bezirksamt Buchen.
Bereits seit 1823 bemühte sich der unter einem Stabhalter stehende Ortsteil Steinfurt um Loslösung von Hardheim. Erst am 11. März 1882 wurde der Nebenort von der Gemeinde Hardheim getrennt und zur selbständigen Gemeinde erhoben. Durch eine landesherrliche Verordnung vom 8. März 1884 wechselte die Zuständigkeit wieder zum Bezirksamt Wertheim, bevor der Ort nach dessen Aufhebung durch das Gesetz über die Neueinteilung der inneren Verwaltung vom 30. Juni 1936 zum Bezirksamt und ab dem 1. Januar 1939 zum Landkreis Tauberbischofsheim gehörte.
Die Eingemeindung von Steinfurt in die Stadt Külsheim erfolgte zusammen mit der Gemeinde Steinbach am 1. Januar 1975.

### Einwohnerentwicklung
Die Steinfurter Bevölkerung entwickelte sich wie folgt:
| Jahr | Bevölkerung |
| ---- | ----------- |
| 1852 | 178         |
| 1871 | 184         |
| 1880 | 189         |
| 1890 | 170         |
| 1900 | 161         |
| 1910 | 170         |
| 1925 | 171         |
| 1933 | 164         |
| 1939 | 150         |
| 1950 | 238         |
| 1956 | 163         |
| 1961 | 152         |
| 1970 | 136         |
| 2019 | 125         |

## Politik

### Gemeinderat
Im Külsheimer Gemeinderat, der für fünf Jahre gewählt wird, wird durch Unechte Teilortswahl mindestens ein Sitz an einen Gemeinderat aus Steinfurt vergeben.

### Partnerschaften
Es besteht eine Partnerschaft mit der gleichnamigen Ortschaft und Katastralgemeinde Steinfurt im Burgenland in Österreich.

## Religion
Die katholischen Gläubigen gehören kirchlich zu Hardheim und die evangelischen Gläubigen neuerdings zu Külsheim.

## Kultur und Sehenswürdigkeiten

### Kulturdenkmale

#### Heilig-Kreuz-Kapelle
Mitten im Ort befindet sich die Heilig-Kreuz-Kapelle mit Dachreiter und polygonalem Chor, die im Jahre 1901 errichtet wurde.

#### Bildstöcke und Steinkreuze
Auf der Steinfurter Gemarkung befinden sich etwa ein halbes Dutzend Kleindenkmale, darunter ein Friedhofs-Kruzifix, eine Mariengrotte, ein Missionskreuz und ein Pietà-Bildstock.

#### Friedhof
Im Süden des Dorfes befindet sich ein Friedhof, auf dem sich unter anderem eine Mariengrotte und ein großes Kruzifix aus Stein befindet.

### Sportanlagen
In der Nähe der Feuerwehr befindet sich ein Sportplatz.

### Regelmäßige Veranstaltungen
- Steinfurter Fasching
- Feuerwehrfest

## Wirtschaft und Infrastruktur

### Tourismus
In Steinfurt besteht die Gaststätte Grüner Baum mit Hotel.

### Verkehr
Steinfurt ist über die L 508 aus Richtung Külsheim oder Schweinberg erreichbar. Diese führt als Durchgangsstraße durch Steinfurt und wird im Ortsbereich als Rüdentaler Straße bezeichnet.
Eine Buslinie führt durch Steinfurt mit einer Haltestelle.